# 前城子城址
前城子城址，位于中国吉林省伊通县新兴乡前城子村，为一个省级文物保护单位，类型为古城址，公布时间为2007年5月31日。该文物保护单位由伊通县文管所管理。
前城子城址的历史年代为金代。